# یواس‌اس رهوبوس (ای‌وی‌پی-۵۰)
یواس‌اس رهوبوس (ای‌وی‌پی-۵۰) (به انگلیسی: USS Rehoboth (AVP-50)) یک کشتی بود که طول آن ۳۱۰ فوت ۹ اینچ (۹۴٫۷۲ متر) بود. این کشتی در سال ۱۹۴۲ ساخته شد.